# 점말인
점말인은 한국에서 발견된 화석인류의 하나로 현생인류에 속한다.
충청북도 제천시 점말 동굴에서 발견된 구석기 시대 전기에 살던 전기 구석기인 남녀의 뼈화석에 붙여진 이름이다. 화석은 젊은 남녀로 현생인류에 해당되는 인종이었으며, 연대는 약 20만년 ~ 기원전 2,000년 경까지 살았을 것으로 추정된다. 근처인 청원 두루봉 동굴과 흥수굴에서도 현생인류의 화석이 발견된 바 있다.